# Distretto di Dili
Dili è un distretto del Timor Est. Il capoluogo Dili oltre ad essere il più importante centro economico e politico del distretto, è la capitale dello stato ed è la città più popolata e dà il nome al distretto.
Il distretto di Dili è situato all'incirca nel Nord-ovest del Timor Est e confina con altri distretti timoresi come il Distretto di Liquiçá a Ovest, il Distretto di Aileu a Sud, e quello di Manatuto a Est. Le coste settentrionale vengono bagnate dal Mar di Savu uno dei tanti mari interni indonesiani.
Il distretto comprende anche una piccola isola al largo delle coste settentrionali del distretto tra il Mar di Savu e il Mar di Banda: L'Isola Atauro. L'isola vulcanica Atauro ha come principale centro abitato Maumeta ed è l'isola più lontana dalle coste appartenente al Timor Est.